# Scomberomorus semifasciatus
Scomberomorus semifasciatus ist ein Scombride, der an der Nordküste Australiens beheimatet ist. In der kommerziellen Fischerei ist er bedeutend, in der Sportfischerei jedoch vorwiegend als Köderfisch. Laut der Roten Liste gefährdeter Arten ist er „nicht bedroht“.

## Beschreibung
Die erste Rückenflosse hat 13 bis 15 Hartstrahlen, die zweite Rückenflosse 19 bis 22 Weichstrahlen. Darauf folgen acht bis zehn Flössel. Die Afterflosse besteht wie die zweite Rückenflosse aus 19 bis 22 Weichstrahlen, gefolgt von sieben bis zehn Flösseln. Die Schwanzflosse ist groß und tief gespalten, die Bauchflossen sehr klein. Kennzeichnend für diese Art ist die vertikale dunkle Bänderung bei juvenilen Exemplaren (daher das Synonym „Cybium tigris“), die bei ausgewachsenen Tieren mehr als Fleckenmuster ausgeprägt ist. Weitere Besonderheiten sind die großen, nach oben gebogenen Brustflossen und die spitze Schnauze mit etwas verlängertem Oberkiefer. Der Körper, dessen Maximallänge 120 Zentimeter beträgt, ist Spindel- bzw. Torpedoförmig. Die Seitenlinie verläuft zunächst gerade, dann fällt ihr Verlauf ab der zweiten Rückenflosse nach unten auf die Körpermitte ab. Eine Schwimmblase ist nicht vorhanden.

## Verbreitung, Lebensraum und Biologie
Das Verbreitungsgebiet dieser Fischart beschränkt sich auf die Nordküste Australiens, die Südküste Neuguineas und die südlichsten Inseln des Malaiischen Archipels. Scomberomorus semifasciatus bevorzugt Küstengewässer, Riffe und Landzungen, kommt gelegentlich aber auch im offenen Meer vor. Manchmal dringt die Art auch ins Brackwasser vor. Sie ist vornehmlich in Tiefen über 100 Meter zu finden. Die Ernährung besteht vorwiegend aus Heringsartigen.